# 塔瑪拉·杜達
塔瑪拉·阿納托利伊芙娜·杜達（羅馬化：Tamara Anatoliivna Duda；1976年1月5日—）是烏克蘭的作家與翻譯家，筆名為塔瑪拉·荷里卡·澤尼亞（烏克蘭語：Тамара Горіха Зерня）。杜達曾在頓巴斯戰爭前線擔任志工，在臉書上紀錄前線戰況而獲大量關注，後來她成為小說家，因其作品《女兒》而於2022年獲謝甫琴科國家獎。

## 生平
塔瑪拉·杜達於1976年生於烏克蘭基輔，其父為來自内德里海利夫的物理學家，其母為來自蘇梅的數學家。1992年杜達入讀基輔大學，主修新聞學，並於1998年畢業。2003年至2005年她於基輔國際大學進修。杜達為作家與翻譯家，將許多英文的經濟學文獻從英文翻譯至烏克蘭文。
2014年至2016年間，杜達在頓巴斯戰爭前線擔任志工，期間她以筆名塔瑪拉·荷里卡·澤尼亞在臉書發文，獲得大量關注，此外她因在醫院看到眼睛被彈片所傷的烏克蘭士兵，而收集護目鏡並捐給烏克蘭軍隊。擔任志工期間杜達也遇到了未來的丈夫Svyatoslav Boyko，兩人的工作均獲基輔市長表揚。
2019年，杜達發表首本小說《女兒》，小說背景為2014年頓巴斯戰爭爆發之時，主角納塔利婭（Natalia）為哈爾科夫的一名商界女性，在頓巴斯戰爭前線擔任志工。《女兒》已被翻譯成英文、拉脫維亞文、立陶宛文、馬其頓文與波蘭文等多種語言，並已授權翻拍電影。此書獲BBC News烏克蘭文選為年度好書；2022年杜達因此書獲總統澤倫斯基頒發謝甫琴科國家獎。
2021年杜達發表第二本小說《干預原則》（Принцип втручання），主角斯坦尼斯拉娃（Stanislava）為女數學教授，其丈夫在頓巴斯戰爭中罹難，小說以斯坦尼斯拉娃在俄羅斯總統普丁的墳墓上跳舞作結。

## 個人生活
塔瑪拉·杜達的丈夫為音樂家Svyatoslav Boyko，兩人育有三名子女。COVID-19疫情期間他們全家從基輔搬至蘇梅州赫盧希夫附近的城鎮。